# Proksjino
Proksjino (Russisch: Прокшино) is een station aan de Sokolnitsjeskaja-lijn van de Moskouse metro. Het station ligt bij het gelijknamige dorp in het in 2012 geannexeerde gebied ten zuidwesten van Moskou.

## Geschiedenis
Het station verscheen begin 2016 voor het eerst in het ontwikkelingsplan van de metro na de herziening van eerdere plannen voor de verlenging van de Sokolnitsjeskaja-lijn naar Stolbovo, thans Kommoenarka.
De route van de lijn werd toen vastgelegd langs de snelweg tussen Solntsevo en Boetovo. Het plan voor het traject met vier stations, waaronder Proksjino, werd in juli 2017 goedgekeurd. Vooruitlopend hierop werd al in juni 2017 met de eerste werkzaamheden begonnen. Vanaf 16 maart 2018 kon op de website met openbare aanbestedingen worden ingeschreven op diverse deelprojecten, de inschrijving sloot op 16 april 2018. Deze werkzaamheden moeten in oktober 2019 zijn voltooid, desondanks is de opening van lijn gepland voor de zomer van 2019. Eind augustus 2018 was de afwerking van het perron voltooid. Op 14 januari 2019 werd de verlenging opgeleverd aan de Moskouse burgemeester Sergei Sobjanin en op 14 maart 2019 was het station zelf klaar voor gebruik. De proefritten op het nieuwe baanvak werden gepland voor juni 2019, waarna de reizigersdienst op 20 juni 2019 van start ging.

## Ligging en ontwerp
Het station ligt bovengronds in de middenberm van de snelweg tussen Solntsevo en Boetovo en is voor reizigers te bereiken via loopbruggen over de snelweg aan weerszijden van het station. Het is gebouwd als loods om de reizigers tegen de weersomstandigheden, met name strenge winters, te beschermen. De verdeelhal ligt op de bovenste verdieping en is met trappen verbonden met het perron. Via een balkon boven de sporen worden de trappen in het midden van het perron bereikt. De ontwerpers lieten zich inspireren door de treinstations Waterloo Station in Londen uit 1848, Pennsylvania Station in New York uit 1910 en Kievski Vokzal in Moskou uit 1918. Het station is 10 meter hoog en heeft over de volle lengte een glazen buitenwand met een zichtbare staalconstructie. Het station is binnen voornamelijk wit en is opgesierd met gele en rode elementen. 